# Lenny Kravitz
Leonard Albert «Lenny» Kravitz (Nueva York, 26 de mayo de 1964) es un cantante, compositor, actor, fotógrafo, multiinstrumentista y productor estadounidense, cuyo estilo incorpora elementos del blues, rock, soul, funk, reggae, folk y balada.
Lenny ganó el premio Grammy al "Best Male Rock Vocal Performance", cuatro años seguidos, de 1999 a 2002; y está situado en la 93.ª posición de los "100 mejores artistas de Hard Rock" de VH1. Lenny Kravitz ha vendido 40 millones de discos en todo el mundo. Pero además tiene en su poder uno de los más amplios conjuntos de hits musicales que lo han alzado al apogeo desde su primera aparición en 1989.

## Biografía

### Primeros años
Nació en Manhattan, Nueva York como hijo único de la actriz afroamericana de ascendencia bahameña Roxie Roker (1929-1995) y su marido el boina verde, promotor de jazz y productor televisivo de ascendencia judía ucraniana Sy Kravitz. Se le dio el nombre de su tío Leonard M. Kravitz, muerto a los 19 años en la guerra de Corea. Desde los cinco años Lenny ya quería ser músico y tocaba la batería. Sus padres, amantes del jazz y el blues, le apoyaron en sus aspiraciones. En 1974 la familia se trasladó a Los Ángeles al obtener la madre un papel en la serie The Jeffersons. Allí Lenny cantó en un coro, descubrió el rock y en el instituto aprendió a tocar el piano y el bajo.
En busca del éxito musical, adopta el sobrenombre de "Romeo Blue", dada su admiración por el también cantante Prince, pero no consiguió ningún contrato musical con ninguna casa discográfica, ya que le decían que su música "no era lo suficientemente negra" o "lo suficientemente blanca", debido a esto decide volver a Nueva York.

### Virgin Records
En 1987 se casa con la actriz Lisa Bonet, con la que tiene una hija llamada Zoë Kravitz. El matrimonio se rompió cuatro años después, y la custodia de Zoe quedó en manos de Lenny. Meses más tarde de divorciarse de Lisa inició una relación de cinco años con la cantante francesa Vanessa Paradis; la pareja terminó en agosto de 1997.
Durante el tiempo que duró su matrimonio, Lenny Kravitz decide abandonar el look Prince y busca inspiración en grandes roqueros y músicos de los 70, como Led Zeppelin, Queen, Jimi Hendrix, Stevie Wonder, Curtis Mayfield y Kiss.
Es entonces cuando Virgin se fija en él y edita su primer álbum Let Love Rule, consiguiendo todo un número uno en las listas de éxitos e iniciando una prometedora carrera, que continúa en la actualidad.

### 1991-2006 popularidad
En 1991, su éxito musical más grande hasta el momento, It Ain't Over 'til It's Over alcanzó el número 2 en el Billboard Hot 100. En 1993 apareció su canción Are You Gonna Go My Way que fue un éxito rotundo y le catapultó a la fama. En 2001 este tema fue incluido como canción principal en Gran Turismo 3 formato NTSC.
En 2003 Metallica hizo tributo a unos cuantos famosos de la música, entre ellos: Lenny Kravitz con Are You Gonna Go My Way, Nirvana con Smells Like Teen Spirit, White Stripes con Seven Nation Army y Michael Jackson con Beat It.
En el 2004, recibió su sexta nominación a los Grammy en esa categoría por "If I Could Fall In Love" de su sexto álbum de estudio, Lenny. El atractivo de Kravitz ha sido reconocido también por sus colegas de profesión; sus colaboraciones son tan variadas como sus propias influencias, habiendo trabajado con Madonna, Slash, Aerosmith, Jay-Z, N.E.R.D, Mick Jagger, P. Diddy y Alicia Keys.

### 2006-2016:Love RevolutionyLos Juegos del hambre
En 2008 publica el disco It Is Time for a Love Revolution que ha conseguido cosechar varios Discos de Oro en distintos puntos del planeta, como en España, Estados Unidos y Reino Unido. Su hit más famoso del álbum es I'll be Waiting. Aunque durante su carrera se ha mantenido con Virgin entre los cinco primeros de cada ranking en todos sus sencillos comerciales editados para televisión. Ese mismo año en el lanzamiento de Guitar Hero World Tour apareció Are You Gonna Go My Way.
El día 5 de julio actuó en Bilbao en el festival BBK live, y el 7 de julio de 2008 en Madrid, cerrando el festival Rock in Rio.
El 30 de agosto de 2011, lanzó su noveno álbum de estudio, Black and White America, grabado entre Bahamas y París. Su sencillo promocional antes del lanzamiento del disco fue Rockstar city life Banda sonora de la liga de baloncesto americana NBA. Más tarde lanzaría singles como Stand, Black and white America y "Push".
El 30 de septiembre de 2011 actuó en el festival más importante de Sudamérica Rock In Rio. Luego se presenta en Buenos Aires, Argentina en la apertura del festival Personal Fest ante unas 20 000 personas. En el mes de octubre comienza su gira Black and White Tour, que abarca ciudades como París, Róterdam, Londres, Luxemburgo, entre otras.
En marzo de 2012, realizó su aparición cinematográfica en la película "Los juegos del hambre" (The Hunger Games), una película basada en una trilogía de libros (The Hunger Games, Catching Fire, y Mockingjay) escrita por Suzanne Collins. En esta película interpreta el papel de Cinna, el estilista de un "tributo" Katniss Everdeen. El 23 de noviembre de 2013 reapareció en su papel de Cinna, en la secuela de la saga de Los Juegos del Hambre: "Los juegos del hambre: en llamas" (The Hunger Games: Catching Fire).
En agosto de 2015, durante un solo de guitarra en un concierto en Estocolmo, Kravitz se sentó en cuclillas abajo, causando que el cuero de sus pantalones se rasgara. Debido a que Kravitz no llevaba ropa interior, sus genitales fueron brevemente expuestos a la audiencia. Él no enfrentó ninguna repercusión legal por el incidente. Posteriormente en 2017, Kravitz reveló que aún después de lo sucedido en Estocolmo él seguía manteniendo la costumbre de no usar ropa interior.
En julio del 2016 participó en la fiesta de clausura de la convención del partido demócrata en Filadelfia dando apoyo a la candidata a la presidencia de Estados Unidos de América, Hillary Clinton.
El 1 de junio de 2024 encabezó el espectáculo de la Final de la Liga de Campeones de la UEFA 2023-24, celebrada en el estadio de Wembley en Londres.

## Discografía

### Discos
| Año  | Título                           | Fecha de lanzamiento                                    |
| ---- | -------------------------------- | ------------------------------------------------------- |
| 1989 | Let Love Rule                    | 1 de septiembre de 1989                                 |
| 1991 | Mama Said                        | 2 de abril de 1991                                      |
| 1993 | Are You Gonna Go My Way          | 9 de marzo de 1993                                      |
| 1995 | Circus                           | 12 de septiembre de 1995                                |
| 1998 | 5                                | 12 de mayo de 1998 (relanzamiento 1999)                 |
| 2001 | Lenny                            | 30 de octubre de 2001                                   |
| 2004 | Baptism                          | 18 de mayo de 2004                                      |
| 2008 | It Is Time for a Love Revolution | 5 de febrero de 2008                                    |
| 2011 | Black and White America          | 22 de agosto de 2011 (Mundo) 30 de agosto de 2011 (USA) |
| 2014 | Strut                            | 23 de septiembre de 2014                                |
| 2018 | Raise Vibration                  | 7 de septiembre de 2018                                 |
| 2024 | Blue Electric Light              | 24 de mayo de 2024                                      |

Recopilatorios
| Año  | Título                                          | Fecha de lanzamiento    |
| ---- | ----------------------------------------------- | ----------------------- |
| 2000 | Greatest Hits                                   | 24 de octubre de 2000   |
| 2001 | Let Love Rule/Mama Said                         | 22 de octubre de 2001   |
| 2002 | Let Love Rule/Mama Said/Are You Gonna Go My Way | 7 de octubre de 2002    |
| 2004 | Baptism/Lenny                                   | 2004                    |
| 2008 | Greatest Hits (Double Disc)                     | 11 de diciembre de 2008 |
| 2011 | Are You Gonna Go My Way/5                       | 5 de abril de 2011      |

Directo
| Año  | Título                 | Fecha de lanzamiento |
| ---- | ---------------------- | -------------------- |
| 1994 | Lenny Kravitz Acoustic | 1994                 |
| 2001 | Live in Japan & More   | 1 de enero de 2001   |
| 2009 | One Night in Tokyo     | 27 de enero de 2009  |

### Sencillos
| Año  | Canción                                                      | Disco                                               |
| ---- | ------------------------------------------------------------ | --------------------------------------------------- |
| 1989 | "Spirit of the Forest"                                       | Spirit of the Forest - Brazilian rainforest benefit |
| 1989 | "Let Love Rule"                                              | Let Love Rule                                       |
| 1990 | "I Built this Garden for Us"                                 | Let Love Rule                                       |
| 1990 | "Mr. Cab Driver"                                             | Let Love Rule                                       |
| 1991 | "Always on the Run"                                          | Mama Said                                           |
| 1991 | "It Ain't Over 'Til It's Over"                               | Mama Said                                           |
| 1991 | "Fields of Joy"                                              | Mama Said                                           |
| 1991 | "Stand by My Woman"                                          | Mama Said                                           |
| 1991 | "What The Fuck Are We Saying?"                               | Mama Said                                           |
| 1991 | "Stop Draggin' Around"                                       | Mama Said                                           |
| 1991 | "What Goes Around Comes Around"                              | Mama Said                                           |
| 1993 | "Are You Gonna Go My Way"                                    | Are You Gonna Go My Way                             |
| 1993 | "Believe"                                                    | Are You Gonna Go My Way                             |
| 1993 | "Heaven Help"                                                | Are You Gonna Go My Way                             |
| 1993 | "Is There Any Love in Your Heart"                            | Are You Gonna Go My Way                             |
| 1993 | "Heaven Help" / "Spinning Around Over You"                   | Are You Gonna Go My Way (No en el Disco)            |
| 1995 | "Rock and Roll Is Dead"                                      | Circus                                              |
| 1995 | "Circus"                                                     | Circus                                              |
| 1996 | "Can't Get You Off My Mind"                                  | Circus                                              |
| 1996 | "The Resurrection"                                           | Circus                                              |
| 1998 | "I Belong to You"                                            | 5                                                   |
| 1998 | "If You Can't Say No"                                        | 5                                                   |
| 1998 | "Thinking of You"                                            | 5                                                   |
| 1999 | "Fly Away"                                                   | 5                                                   |
| 1999 | "Black Velveteen"                                            | 5                                                   |
| 1999 | "American Woman"                                             | Austin Powers: The Spy Who Shagged Me, 5            |
| 2000 | "Again"                                                      | Greatest Hits                                       |
| 2001 | "Dig In"                                                     | Lenny                                               |
| 2002 | "Stillness of Heart"                                         | Lenny                                               |
| 2002 | "Believe In Me"                                              | Lenny                                               |
| 2002 | "If I Could Fall in Love"                                    | Lenny                                               |
| 2004 | "Show Me Your Soul" (con P. Diddy, Loon & Pharrell Williams) | Bad Boys II (Soundtrack Original)                   |
| 2004 | "Where Are We Runnin'?"                                      | Baptism                                             |
| 2004 | "California"                                                 | Baptism                                             |
| 2004 | "Storm" (con Jay-Z)                                          | Baptism                                             |
| 2005 | "Calling All Angels"                                         | Baptism                                             |
| 2005 | "Lady"                                                       | Baptism                                             |
| 2005 | "Breathe" (Solo descarga)                                    | Únicamente por descarga                             |
| 2007 | "Bring It On"                                                | It Is Time for a Love Revolution                    |
| 2007 | "I'll Be Waiting"                                            | It Is Time for a Love Revolution                    |
| 2008 | "Love Love Love"                                             | It Is Time for a Love Revolution                    |
| 2008 | "Love Revolution"                                            | It is time for a Love Revolution                    |
| 2010 | "(I Can't Make It) Another Day"                              | Michael (álbum)                                     |
| 2011 | "Come on get it"                                             | Black and white America                             |
| 2011 | "Stand"                                                      | Black and white America                             |
| 2011 | "Rock Star City Life"                                        | Black and white America                             |
| 2011 | "Black and white America"                                    | Black and white America                             |
| 2011 | "Push"                                                       | Black and white America                             |
| 2012 | "Superlove"                                                  | LE7ELS (Avicii)                                     |

## Giras
- Let Love Rule World Tour 1990
- The Mama Said Tour
- Universal Love Tour.
- Circus Tour.
- The Freedom Tour.
- Lenny Tour.
- The Baptism Tour.
- Tour Celebrate

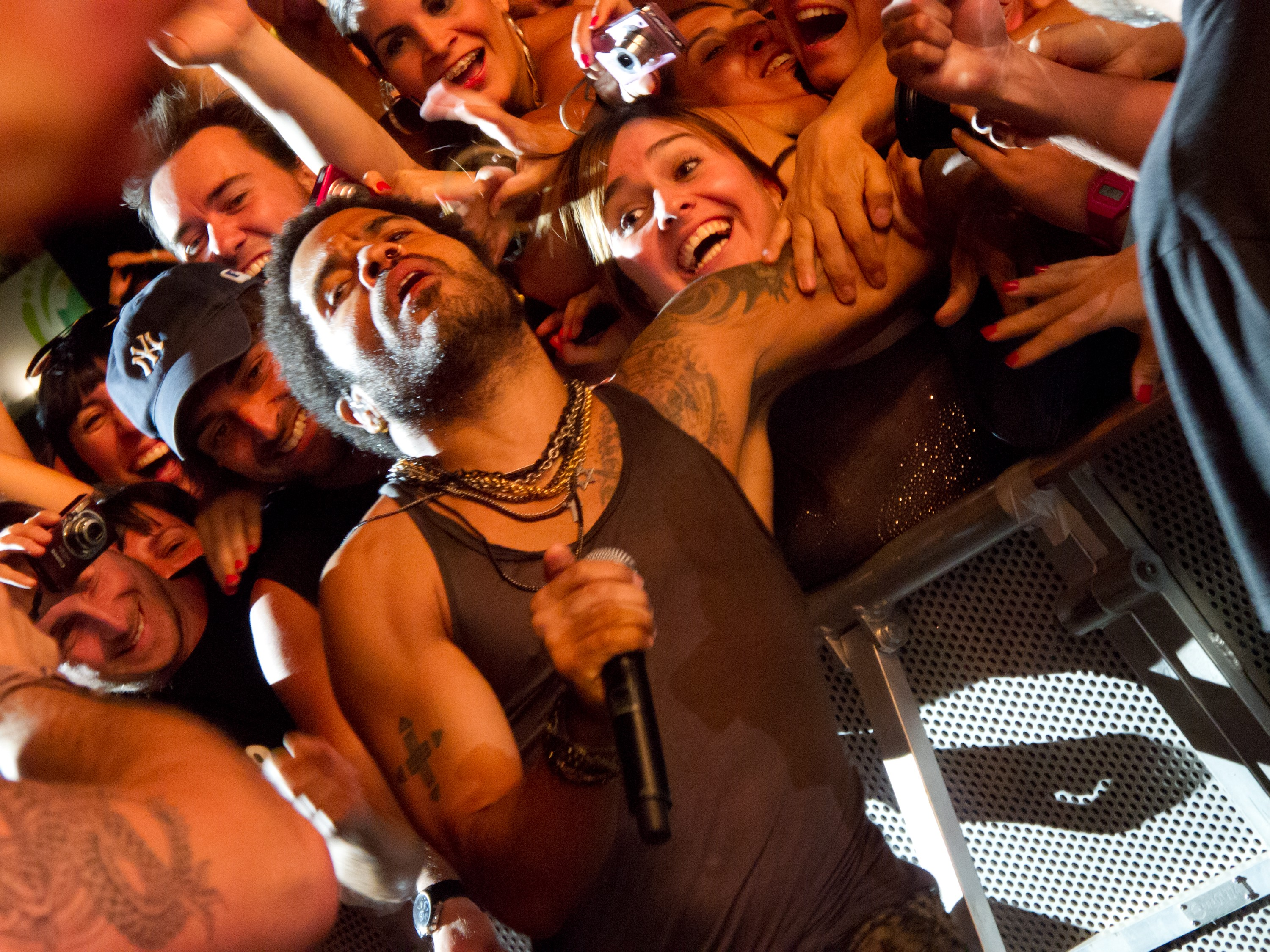
Kravitz y fanáticos durante un concierto en Rock in Rio Madrid 2012.

- Electric Church Tour: One Night Only.
- Get On The Bus Mini-Tour.
- Love Revolution Tour (2008).
- LLR 20 (09)
- Black and White Tour (2011)
- Strut Tour 2014-2015.
- Blue Electric Light Tour (2024-2025)

## Filmografía
| Año  | Película                         | Rol            |
| ---- | -------------------------------- | -------------- |
| 2001 | Zoolander                        | Él mismo       |
| 2009 | Precious                         | Enfermero John |
| 2012 | Los juegos del hambre            | Cinna          |
| 2013 | El mayordomo                     | James Holloway |
| 2013 | Los juegos del hambre: en llamas | Cinna          |
| 2018 | Always at The Carlyle            | Él mismo       |
| 2023 | Una boda explosiva               | Sean Hawkins   |